# حقل غاز ظهر

المنطقة الاقتصادية الخاصة لقبرص وإسرائيل طبقا لتوقيعها في نيقوسيا. الجزء الجنوبي يخص مصر. ويوجد حقل ظهر غرب نقطة إلتقاء الحدود البحرية بين مصر وإسرائيل وقبرص.(ملحوظة: الجزء الخاص بلبنان والجزء الخاص بغزة مغالط فيهما.)

حَقْلُ غَازْ ظَهَرْ يوجد في منطقة كبيرة في شرق البحر الأبيض المتوسط تسمى شروق، وهي منطقة تبعد نحو 200 كيلومتر شمال بورسعيد. حقل ظهر هو أكبر حقل غاز في مصر تم اكتشافه في البحر الأبيض المتوسط في عام 2015م من قبل شركة إني الإيطالية. ويعتبر هذا الحقل من أكبر الحقول المكتشفة في البحر الأبيض المتوسط متجاوزاً حقل غاز ليفياثان الاسرائيلي. سوف يبدأ الإنتاج منه في ديسمبر 2017م والاحتياطي المؤكد 30 تريليون قدم مكعب. وإذا كان هذا التقدير صحيحًا فسيضاعف هذا الحقل ثروة مصر من الغاز الطبيعي.
يبعد عن بور سعيد نحو 200 كيلومتر في البحر الأبيض المتوسط. وقد عثرت عليه شركة إني الإيطالية في منطقة في البحر المتوسط على عمق نحو 1500 متر، وقد تم حفر البئر إلى عمق 4000 متر في المنطقة الاقتصادية المصرية في البحر المتوسط.
طبقا لتقديرات شركة إني، سوف تستخرج إني نحو مليار قدم مكعب في السنة الأولى للإنتاج، وترتفع تدريجيًا حتى يصل إنتاج حقل ظهر 5و2 مليار قدم مكعب في السنة في عام 2019م. هذا الإنتاج سيشكل نحو 40% من إنتاج مصر من الغاز.

وفقًا للخطة، حقل ظهر المصري سيصدر جزء من الغاز منه إلى أوروبا ودول الشرق الأوسط.

## الوضع في عام 2019
أذاع قناة «المصرية» للتلفاز خبرا عن وزير البترول المصري (يوم 2019/2/6)، أن حقل ظهر قد بلغ إنتاجه اليومي في ديسمبر 2018 نحو 2.1 مليار قدم مكعب من الغاز. ويتوقع الوزير أن يزيد الإنتاج حتى يصل إلى 3 مليارات قدم مكعب من الغاز يوميا في نهاية عام 2019.

## الوضع في يناير 2020
طبقًا لآخر المعلومات المنشورة من «إيني» فقد وصل الإنتاج اليومي 2,7 مليار قدم مكعب في أغسطس 2019 ومن المفترض أن يصل الإنتاج إلى 3,2 مليار قدم مكعب يوميًا عند نهاية عام 2019/مطلع عام 2020. أتمّت إيني حفر 10 آبار في القطاع الشمالي لحقل الغاز «ظهر» وبئرين في جنوب القطاع. كما تمّ إنشاء 8 وحدات لمعالجة الغاز على السّاحل في شمال مصر، وكذلك تمّ مدّ خط ثانٍ لأنبوب الغاز يصل من حقل الغاز إلى وحدات المعالجة على الشاطئ بطول 216 كيلومتر.